# Joseph Zünd
Joseph Zünd (* 19. Dezember 1793 in Altstätten; † 20. Januar 1858 in Luzern, heimatberechtigt in Altstätten, ab 1819 in Büron, ab 1837 in Luzern) war ein Schweizer Politiker (konservativ).

## Biografie
Joseph Zünd kam als Sohn des Johann Ulrich Zünd und der Magdalena Zünd, geborene Städler, zur Welt. Zünd besuchte die Benediktinerschule in Pfäfers und danach die katholische Kantonsschule St. Gallen. Die schulische Bildung beendete er mit Philosophie-Kursen am Gymnasium in Luzern. Er machte eine Ausbildung im kaufmännischen Bereich und arbeitete als Geschäftsagent. Anschliessend wurde Joseph Zünd Sekretär im Büro der Gebrüder Gloggner. Seit 1832 war er Stadtrichter. Von 1835 bis 1841 war er Bezirksrichter.
Auf kommunaler Ebene begann Joseph Zünd seine politische Karriere im Jahr 1835 als Mitglied des Grossen Stadtrats (Legislative der Stadt Luzern). In diesem Gremium blieb er bis 1838. Mit der Wahl in den Luzerner Stadtrat wurde Joseph Zünd am 6. Dezember 1840 gleichzeitig Stadtpräsident und übte dieses Amt bis zum 9. Juni 1841 aus.
Seine politische Karriere auf kantonaler Ebene war die Mitgliedschaft im Luzerner Grossen Rat (heute Kantonsrat), dem er von 1841 bis 1847 angehörte. Bis 1845 vertrat er den Wahlkreis Luzern, danach den Wahlkreis Luthern. Von 1841 bis 1847 war Joseph Zünd Mitglied des Regierungsrats (Kantonsregierung) des Kantons Luzern. Im Jahr 1841 war er zudem Verfassungsrat, der eine neue konservativ geprägte Verfassung ausarbeitete. Von 1845 bis 1847 amtete er ausserdem als Erziehungsrat. Joseph Zünd war einer der Gründer des Historischen Vereins der 5 Orte.
Mit der Niederlage des Sonderbunds 1847 endete auch die politische Karriere von Joseph Zünd. Als Verlierer des Sonderbundskriegs wurde er Staatsgefangener und in einem der beiden Franziskanertürme festgehalten. Nach seiner Freilassung gründete er die Firma Zünd & Cie.
Im Militär brachte es Joseph Zünd bis zum Rang eines Obersten. Von der eidgenössischen Tagsatzung wurde er 1841 zum Eidgenössischen Oberkriegsrat gewählt. Wegen seiner Unterstützung für den Sonderbund verlor er dieses Amt 1847.
Joseph Zünd heiratete am 31. Januar 1820 Franziska Thüring und hatte mit ihr fünf Kinder. Der mittlere Sohn Josef wurde Politiker. Sein jüngster Sohn war der Kunstmaler Robert Zünd.